# Зеллер, Гастон
Гастон Поль Луи Зеллер (фр. Gaston Paul Louis Zeller; 9 марта 1890, Бельфор — 3 октября 1960, Париж) — французский историк.

## Биография
Сын военного инженера полковника Гюстава Зеллера и Жюльетты Бертольд.
Лиценциат факультета словесности Парижского университета (1909), получил диплом Высшей школы (1910). Дебютировал в 1912 году работой о Монмартрском договоре 1662 года между Людовиком XIV и герцогом Лотарингским. Служба в армии, а затем Первая мировая война оторвали Зеллера от научных занятий, и только в 1919 году он стал агреже истории и географии.
Преподавал в лицеях Меца (1920—1925) и Страсбура (1925—1926), был профессором современной истории на факультете словесности в Клермон-Ферранском университете (1928—1933), в Страсбуре (1933—1946), где был преемником Люсьена Февра, а затем в Сорбонне, откуда уволился в 1955 году по состоянию здоровья.
Демобилизовавшись в июле 1940, вернулся на факультет словесности Страсбургского университета, эвакуированный из аннексированного немцами города в Клермон-Ферран, и в марте 1943 был отстранен от службы властями Виши за публичное сравнение современного ему положения Франции с временами Столетней войны.
Кавалер ордена Почетного легиона (31.07.1950).
Жена (1927): Маргерит Эмбер (1896—1968), дочь генерала Жоржа Луи Эмбера и Луизы Рустик
«Сын восточных провинций», Зеллер избрал основной темой своих работ XVI век и вопрос французской экспансии на рейнской границе. В докторской диссертации «Присоединение Меца к Франции (1552—1648)», защищенной в 1926 году и тогда же изданной в двух томах, он опровергает миф о так называемых «естественных границах» Франции, показывая, что присоединение Трех епископств было результатом политики последовательного расширения влияния в областях распространения французского языка и культуры, уже фактически отделившихся от Империи, и что французским королям задним числом приписывают намерение установить речную границу.
Другим направлением исследований были исторические судьбы восточных провинций Франции в связи с франко-немецкими отношениями. В качестве педагогического пособия Зеллер выпустил получившие признание «Институции Франции XVI века» (1948), а в области популяризации науки два тома в серии «Истории международных отношений» Пьера Ренувена: «От Христофора Колумба до Кромвеля» (1953) и «От Людовика XIV до 1789 года» (1955).
В течение многих лет Зеллер собирал материалы для «Эльзасской библиографии», издававшейся Страсбургским факультетом словесности (тома с 3-го по 6-й, XVI—XVIII века, 1926—1936) и опубликовал ценную библиографию по германской истории (Revue historique. T. 175, 1935).
Имея склонность оспаривать устоявшиеся исторические заблуждения и дискутировать по спорным вопросам, публиковал соответствующие статьи популярного характера, в том числе в Revue d'histoire moderne et contemporaine, с которым активно сотрудничал.

## Сочинения
- Le traité de Montmartre (6 février 1662) (Nancy, 1912)
- L'Origine de Sarrelouis (Nancy, 1923)
- L'Assurance-chômage en Allemagne, la loi du 16 février 1924 (P., 1925)
- Documents d'histoire messine : XVIe siècle (Metz, 1926)
- La Réunion de Metz à la France (1552-1648). 1ère partie, L'Occupation (P., 1926)
- La Réunion de Metz à la France (1552-1648). 2e partie, La Protection (P., 1926)
- L'organisation défensive des frontières du Nord, et de l'Est au XVIIe siècle (P., 1928)
- La Réunion de l'Alsace à la France et les prétendues lois de la politique française (S. l., 1930)
- La France et l'Allemagne, depuis dix siècles (P., 1932)
- Le Siège de Metz par Charles-Quint, octobre-décembre 1552 (Nancy, 1943)
- L'Alsace française de Louis XIV à nos jours (P., 1945) (Теруанская премия Французской академии, 1946)
- La Guerre de trente ans et les relations internationales en occident de 1610 à 1660 (P., 1947)
- Comment s'est faite la réunion de l'Alsace à la France (P., 1948)
- Les Institutions de la France au XVIe siècle (P., 1948, 1987)
- La Méditerranée et ses problèmes aux XVIe et XVIIe siècles (P., 1948)
- La Méditerranée, l'Italie et la question d'Orient au 18e siècle (P., 1949)
- La Réforme (P., 1950, 1973, 2003)
- L'industrie en France avant Colbert (P., 1950)
- La Vie économique de l'Europe au XVIe siècle (P., 1952, 1966)
- La Vie sociale dans les principaux pays d'Europe au XVIe siècle (P., 1953, 2003)
- La France de Louis XIV (P., 1953, 2003)
- Histoire des relations internationales. Les temps modernes. T. 2. De Christophe Colomb à Cromwell (P., 1953)
- Histoire des relations internationales. Les temps modernes. T. 3. De Louis XIV à 1789 (P., 1955)
- Histoire et sociologie: l'avenir des sciences de l'homme (P., 1959)
- Aspects de la politique française sous l'Ancien Régime (P., 1964)

### Статьи
- Politique extérieure et diplomatie sous Louis XIV (à propos d'un livre récent) // Revue d'histoire moderne et contemporaine. 1931. № 6-32, pp. 124–143
- La Monarchie d'ancien régime et les frontières naturelles // Revue d'histoire moderne et contemporaine. 1933. № 8-9, pp. 305–333
- Les rois de France candidats à l'Empire: essai sur l'idéologie impériale en France // Revue historique. T. CLXXIII. 1934
- Histoire d'une idée fausse // Revue de synthèse. 1936. T. 11, № 2, pp. 115–131
- Gouverneurs de provinces au XVIe siècle // Revue Historique. 1939. T. 185, Fasc. 2
- L'atlas alsacien-lorrain de Francfort devant la critique // Revue d'Alsace, 1936
- Procès à reviser ? Louis XI, la noblesse et la marchandise // Annales. 1946. № 1-4, pp. 331–341
- Aux origines de notre système douanier : les premières taxes à l'importation (XVIe siècle) // Mélanges 1945, III, études historiques. 1947, pp. 165–217
- L'administration monarchique avant les intendants : parlements et gouverneurs // Revue historique; avril-juin 1947, pp. 180–215
- Une légende qui a la vie dure : les capitulations de 1535 // Revue d'histoire moderne et contemporaine. 1955. № 2-2, pp. 127–132
- Le «convoi» des vaisseaux marchands aux XVIe et XVIIe siècles // Revue d'histoire moderne et contemporaine. 1956. № 3-1, pp. 67–87
- Le commerce international en temps de guerre sous l'ancien régime // Revue d'histoire moderne et contemporaine. 1957. № 4-2, pp. 112–120
- Catholique ou protestant ? Le sieur de Roberval, premier explorateur français du Canada (1500 environ-1560) // Revue d'histoire moderne et contemporaine. 1960. № 7-3, pp. 243–247